# 休·威克斯
休·威克斯（英語：Sue Wicks，1966年11月26日—），生于纽约州中莫里切斯，美国前女子篮球运动员。她曾获得1987年泛美运动会女子篮球比赛金牌。她也获得过金·佩罗特体育道德风尚奖。